# Monster Collection
Monster Collection ist ein Sammelkartenspiel der Firma Group SNE und eine darauf basierende Manga-Serie von Sei Itō. Auf dem Spiel basiert auch die Anime-Fernsehserie Mon Colle Knights.
Der Manga handelt vom magischen Mädchen Kasche, das nach einem gestohlenen Artefakt sucht. Das Werk lässt sich in die Genre Fantasy, Action und Abenteuer einordnen.

## Spielveröffentlichung
Das Spiel wurde erstmals 1997 von Fujimishobo in Japan herausgebracht. Im Jahr 2000 wurde mit Monster Collection 2 eine zweite Version veröffentlicht. Die Karten wurden entworfen von Ryūsuke Mita, das Konzept stammt von Hitoshi Yasuda.
Es erschien außerdem ein Videospiel für die Playstation, ein Monster Collection Board Game für den PC und das Spiel Monster Collection Trading Card Game The Millennium, ebenfalls für PC.

## Manga

### Welt
Die Welt von Monster Collection wird "Welt der sechs Tore" genannt und ist in sechs Regionen unterteilt, in denen jeweils unterschiedliche Bedingungen herrschen. Jeder einzelnen Region lässt sich eines der sechs Elementen zuordnen, das die jeweilige Region besonders prägt. Gleiches gilt für die Pflanzen und Tiere, deren Eigenschaften besonders stark durch ein bestimmtes Element geprägt sind und daher auch in der jeweiligen Region des Elementes vorherrschend.

#### Einteilung der Welt
Der Norden
Im Norden herrscht das Element Erde vor. Die Region ist unterteilt in einen Dschungel und eine Gebirgslandschaft.
Der Osten
Der Osten ist die Region des Windes, die aus einer weiten Ebene besteht. In ihr wohnen verschiedene Tiere, vor allem Vögel.
Der Süden
Vorherrschend ist im Süden das Feuer, was zur Folge hat, dass in dieser Region Vulkane toben und sich verstärkt trockene Wüsten ausbreiten.
Der Westen
Der Westen steht für das Wasser, dort liegt das Meer mit mehreren Inseln, in dem viele Meerestiere leben. Das Klima ist eher mild.
Das Heilige
Im Himmel über allem liegt die Welt des Heiligen.
Das Dämonische
Tief in der Erde existiert die Welt des Dämonischen.

#### Städte und Völker
Sazan ist das heilige Zentrum der Welt, das in der Mitte dieser liegt und an dem die Elemente ausgeglichen sind. Sazan ist der Sitz der Heiligen Behörde und der Schule der Weisen. Wallace wird auch "Die Stadt der tausend Kanäle" genannt, da sie ähnlich wie Venedig von etlichen Wasserstraßen durchzogen ist. Wallace liegt im Westen des Landes, am Wasser.

Das Zeichen der Vujad

Die Schattenkämpfer sind Söldner, die eine spezielle Ausbildung durchlaufen. Zu diesen gehören beispielsweise Sabotage, Spionage, das Legen von Hinterhalten oder Meuchelmord. Aufgrund dieser Tatsache sind sie Ausgestoßene, deren Dienste man sich allerdings im Krieg gerne bedient. Von den Schattenkämpfern gibt es mehrere verschiedene Stämme. Einer dieser ist der Stamm der Vujad, von denen Cuervo ein angehöriger ist, ein anderer ist der Stamm der Nergal. Ungefähr zwei Jahre vor Beginn der Geschichte, in der Monster Collection spielt wurde durch das Heilige Hauptquartier die Auflösung der Stämme der Schattenkämpfer vorgeschrieben. Daraufhin zerstreuten sich die Vujad schnell in alle Winde. Die Nergal dagegen – die einen stärkeren Glauben besaßen – widersetztem sich diesem Befehl und wurden daraufhin durch die Heilige Strafexpedition beinahe vollkommen vernichtet.
Die Beschwörer haben die Macht, mit der Hilfe der Elemente bestimmte Tiere oder Dämonen, wie beispielsweise Wölfe oder Hosentaschengesellen (sprechende Mäuse mit hoher Bildung) herbeizurufen. Zur Beschwörung der Dämonen werden jedoch unterschiedlich komplizierte sechszackige Schutzkreise und das Aussprechen einer in Runen verfassten Beschwörungsformel benötigt. Die so beschworenen Geschöpfe sollen die Beschwörer im Kampf unterstützen.

### Handlung
Kasche Arbadel ist Lehrling von Robin Prophecy in der Abteilung für Monster- und Dämonenbeschwörung der Schule der Weisen in Sazan. Als bemerkt wird, dass der Schule der "Wächter des Wissens" entwendet wurde, wird Kasche von ihrem Meister geschickt, den Wächter zurückzuholen. Der Wächter soll der Schlüssel zur "Enzyklopädie Verum" sein, welches eine Sammlung von Zaubern und Beschwörungsformeln aus der Hochzeit des Reiches ist. Als sie den Dieb Cuervo aufspürt und gefangen nimmt, ist es diesem aber bereits gelungen, den Wächter an seinen Auftraggeber El Eclipso weiterzugeben. Wenig später in der Nacht erscheint die Lamia Nastascha, die von El Eclipso heraufbeschworen wurde, um den nun gefangenen Dieb Cuervo mundtot zu machen. Zusammen gelingt es Cuervo und Kasche aber Nastascha zu besiegen und sie vom Willen ihres Beschwörers El Eclipsos zu lösen.
Die drei begeben sich nun gemeinsam auf den Weg nach Wallace. In einer Herberge auf dem Weg findet die erste Begegnung der kleinen Gruppe mit Shin Men statt, der allerdings aufgrund seines Echsenkörpers nicht als Freund erkannt wird. Shin Men hatte sich ebenfalls von Sazan aus auf den Weg gemacht, nachdem er dort durch Robin Prophecy erfahren hatte, wohin Kasche die Suche nach dem Wächter führt. Ohne seine Absichten zu erklären, verschwindet Shin Men aber schnell wieder und beginnt Kasche, Cuervo und Nastascha aus einiger Entfernung auf deren Weg zu beobachten.
In Wallace angekommen machen sie den Aufenthaltsort des "Wächters des Wissens" ausfindig, welcher sich im Palast des Marquis Duran befindet und brechen dort ein. Ihr Einbruch bleibt allerdings nicht unbemerkt und es entsteht wiederum ein Kampf zwischen Cuervo und dem Marquis. Dieser entpuppt sich als Nergal, der den Platz des verstorbenen Marqis' Duran eingenommen hat. El Eclipso beteiligt sich ebenfalls an diesem Kampf mit einem von ihm heraufbeschworenen schlangenartigen Dämonen und einen gefallenen Engel, die gegen Kasche und Shin Men kämpfen.
Im Verlaufe des Kampfes werden jedoch der von El Eclipso beschworene schlangenartige Dämon getötet und Kasche durch den gefallenen Engel gefangen genommen. Danach fliehen der falsche Marquis Durant, El Eclipso und der gefallene Engel aus Wallace, wobei sie Kasche als ihre Gefangene mit sich nehmen. Da es Kasche jedoch kurz vorher gelang, Cuervo den „Wächter des Wissens“ zuzuwerfen, tritt El Eclipso daraufhin mit Cuervo in Kontakt. El Eclipso schlägt Cuervo vor, Kasche gegen den „Wächter des Wissens“ einzutauschen, worauf dieser eingeht.
Nastascha und Cuervo reisen nach diesen Ereignissen per Schiff auf die westlichste Insel des Binnenmeeres, welche „Insel am Ende der Welt“ genannt wird, um dort den von El Eclipso zur Verfügung gestellten Führer zu treffen. Dieser ist ein Hippogryph, der die beiden auf die Spiralinsel bringen soll, von der es heißt, dass ein Meeresdrache – der Landkeeper – diese bewacht. Nur ein Tag im Jahr schläft der Meeresdrache auf dem Grund des Meeres, weshalb es nur in einer Nacht möglich ist, sich auf die Spiralinsel zu begeben. Auf dem Weg zur Spiralinsel werden sie jedoch von Roten Riesenameisen angegriffen, die normalerweise nur in der südlichen Wüste auftauchen. Und wiederum kommt es zu einer Einmischung Shin Mens in den Kampf.
Nachdem die Insel von allen Beteiligten erreicht wird, erkennen diese, dass es sich bei der Spiralinsel um eine ehemals bewohnte Insel handelt, die nun das Nest der Roten Riesenameisen ist. Während die Gruppe um Marquis Durant sich den „Wächter des Wissens“ aneignet und mit diesem ein Tor unterhalb der Insel zur „Enzyklopädie Verum“ öffnet, gelingt es Nastascha und Cuervo, sich vor ihren Gegnern im Verborgenen zu halten, während Shin Men sich wieder einmal aus allem heraushält. Die Roten Riesenameisen wurden durch das Öffnen des Tores in einen tranceähnlichen Zustand versetzt, sodass sich Marquis Durant und seine Begleiter ohne weitere Zwischenfälle zur Enzyklopädie Verum begeben können. Diese stellt sich als Königin der Riesenameisen heraus, die eine Art biologischer Computer für das Wissen aus alter Zeit zu sein scheint. Abermals kommt es zur Konfrontation der beiden Gruppen, in deren Verlauf Kasche wieder zu Cuervo und Nastasche aufschließen kann und die drei auf die Oberfläche der Insel flüchten, wo ein Kampf zwischen ihnen und dem scheinbar deutlich überlegenen gefallenen Engel ausbricht. Marquis Durant begann derweilst damit, zum Wissen der Enzyklopädie Verum vorzudringen.
Auf der Oberfläche der Insel gelingt es der Gruppe um Kasche Arbadel anschließend nach einem harten Kampf den gefallenen Engel zu besiegen. Gleich im Anschluss werden sie aber des Landkeepers – eines Hohen Drachen – gewahr, der bis dahin von Shin Men beschäftigt wurde und nun die Gruppe zurückdrängt.
Im Versuch, den Landkeeper aufzuhalten, erkennt Kasche, dass dieser von der Enzyklopädie Verum an die Spiralinsel gebunden ist und sie dem Landkeeper in Form einer Frau in ihren Träumen schon früher begegnete. Um Vibal – wie der Name des Drachen ist – befreien zu können, verbindet Kasche ihr Bewusstsein mit dem des Drachen, während ihre Freunde an der Oberfläche der Insel die von Marquis Durant gelenkten Riesenameisen abhalten. Während Kasche Arbadel mit dem Bewusstsein des Drachen verbunden ist erstarren der Körper von diesem und Kasches zur Bewegungslosigkeit.
Im Bewusstsein des Drachen begegnet Kasche allerdings dem Marquis Durant, der über die Enzyklopädie Verum ebenso mit Vibal verbunden ist wie Kasche. Dem Marquis Durant deutlich unterlegen bleibt Kasche keine andere Wahl, als einen Dämonen zu beschwören, von dem sie lediglich den Namen kennt. Dieser ist ein Course Elemental, welcher von Kasche nicht kontrolliert werden kann und Kasche zu überwältigen droht.
Zehn Minuten benötigt der Marquis Durant, um auch die letzten Barrieren zu durchbrechen, die ihn noch von der allumfassenden Weisheit der Enzyklopädie Verum trennen. Währenddessen unterstützt El Eclipso die roten Ameisen auf der Oberfläche der Insel im Kampf gegen Kasches Verbündete. Und Kasche selbst sieht sich der drohenden Vernichtung all ihrer Erinnerungen durch den Course Elemental gegenüber, weswegen sie alle Kraft aufbringt, die sie noch mobilisieren kann. Daraufhin gelingt es ihr, den Dämonen zu überwältigen und diesen unter ihre Kontrolle zu bekommen. Mit diesem geht Kasche zum Gegenangriff über. Der Marquis Durant weiß sich allerdings zu verteidigen und beschwört Holy Elementals aus den Himmlischen Sphären, welche das Gegenstück zum Curse Elemental bilden. Trotz der Unterlegenheit des Curse Elemental gegenüber den Holy Elementals kann Kasche diese jedoch besiegen und zu Vibal (In ihrem Bewusstsein wieder in Form einer Frau) vordringen. Indem Kasche Vibals Fesseln zerstört gelingt es ihr, Vibal zu befreien. Darüber hinaus kennt Kasche Vibals richtigen Namen und kann den Drachen somit kontrollieren.
Auf der Oberfläche der Insel rührt sich der befreite Drache nun wieder und die Ameisen ziehen sich zurück. Auch die Enzyklopädie, welche ähnlich einem Computer arbeitet erkennt die Gefahr, kann dieser aber nichts entgegensetzen. Da es das primäre Ziel der Enzyklopädie ist, das gesammelte Wissen zu erhalten und zu beschützen, versucht sie sich in Sicherheit zu bringen. Ein Teil der Insel wird daraufhin mit der Hilfe von Windelementen in die Luft erhoben, um zu fliehen. Der Seedrache jedoch greift diesen fliegenden Teil der Insel an und zerstört die Windelemente, woraufhin die Enzyklopädie ins Meer stürzt und unterzugehen droht. Um das gesammelte Wissen zu erhalten, sieht die Enzyklopädie keine andere Möglichkeit, als sämtliches Wissen in das Gehirn des Marquis Durant auszulagern. Wegen der viel zu großen Menge an Wissen/Daten stirbt der Marquis Durant allerdings und geht mit der Enzyklopädie Verum im Meer unter.
Auf dem verbleibenden Teil der Insel schafft es El Eclipso mit seinen letzten Kräften noch Nastascha schwer zu verwunden, bevor er selbst stirbt. Anschließend bringt der Drache Vibal die Gruppe um Kasche Arbadel zurück aufs Festland und heilt die Wunden von Nastasche und den anderen, indem sie einen Teil ihres eigenen Lebens dafür opfert.
Auf dem Festland teilt sich die Gruppe letztendlich auf. Cuervo schließt sich den Echsenmenschen an, um bei Shin Men zu lernen, was vornehmlich bedeutet, dass Shin Men Cuervo in seine Plünderungen miteinbezieht. Und Nastascha begleitet Kasche Arbadel, um Robin Prophecy den "Wächter des Wissens" zurückzubringen.

### Charaktere
Kasche Arbadel
Sie ist eine Beschwörerin, die mit der Hilfe der von ihr beschworenen Tiere und Dämonen kämpfen kann. Eine Besonderheit an ihr ist, dass sie die Schmerzen der von ihr heraufbeschworenen Geschöpfe wie eigene Schmerzen empfindet. Sie ist eine Studentin in der Abteilung für Monster- und Dämonenbeschwörung in der heiligen Stadt Sazan. Sie ist eine talentierte Beschwörerin, allerdings ist sie auch recht ungeschickt.
Cuervo
Cuervo ist ein Angehöriger des Stammes der Vujad, der sich Kasche anschließt und ihr Weggefährte wird. Bevor er Kasche traf, hatte er – da er ein Schattenkämpfer ist – keine andere Möglichkeit, als ein Dieb zu werden.
Nastascha
Nastascha ist eine Lamia, also ein Geschöpf in Gestalt einer Schlange. Sie ist friedlich, braucht aber Blut, um zu überleben, welches sie sich bevorzugt von Cuervo holt. Den allergrößten Teil der Zeit erhält sie eine menschliche Gestalt aufrecht, was ihr allerdings nur gelingt, wenn sie sich konzentrieren kann. Sie kann verschiedene Zauber anwenden.
Shin Men
Shin Men ist ein langjähriger Freund von Robin Prophecy. Er ist ein Angehöriger vom Volk der Schuppentiere, vom Stamm der legendären hohen Echsenwesen, von dem es heißt, sie würden vom Drachen abstammen. Aufgrund dieser Tatsache verträgt er keinen Alkohol, den er dennoch gerne trinkt. Er bezeichnet sich selbst als Meister der Kampfkunst und ist ein starker und erfahrener Kämpfer. Weiterhin lässt er gerne einmal Wertsachen mitgehen.
Marquis Duran
Er nahm den Platz des früheren Herrn von Wallace ein und ist in Wirklichkeit ein Nergal. Er ist ein starker und erfahrener Kämpfer und trägt bevorzugt starke Rüstungen mit versteckten Waffen. Er beauftragte El Eclipso, den "Wächter des Wissens" zu stehlen, um mit dessen Hilfe an die "Enzyklopädie Verum" zu gelangen. Vor der Geschichte des Mangas lebte er friedlich zusammen mit Frau und Kind, welche allerdings während der Heiligen Strafexpedition getötet wurden.
El Eclipso
Er bezeichnet sich als Diener des Herrn von Wallace und ist ein mächtiger Beschwörer. Ebenso wie Kasche empfindet er dieselben Schmerzen der von ihm heraufbeschworenen Kreaturen am eigenen Leib. Er verbirgt sein Gesicht hinter einer Maske mit einem langen vogelähnlichen Schnabel und zwei Hörnern. Nach eigener Aussage ist er einer derjenigen, die damals halfen, das Wissen der "Enzyklopädie Verum" zusammenzutragen. Kurz bevor er stirbt stellt sich heraus, dass er einer der Beschwörer ist, der sich aufgrund zu intensivem Umgangs mit Beschwörungen dämonischer Wesen damit begonnen hatte, sich selbst in ein solches zu verwandeln. Dies wollte er durch das Tragen der Maske verbergen.
Robin Prophecy
Robin Prophecy arbeitet in der Abteilung für Monster- und Dämonenbeschwörung der Schule der Weisen und ist Kasches Meister. Er ist ein alter Freund von Shin Men und wie dieser ein erfahrener Kämpfer und Beschwörer.

### Veröffentlichung
In Japan erschien der Manga zum Kartenspiel seit November 1998 unter dem Titel Monster Collection – Majūtsukai no Shōjo (モンスターコレクション～魔獣使いの少女～). Er wurde geschrieben und gezeichnet von Sei Itō und in sechs Sammelbänden (Tankōbon) mit insgesamt über 1000 Seiten herausgebracht.
Er erschien auf Englisch bei CMX Manga und auf Französisch bei Asuka Comics. Auf Deutsch erschien der Manga von Januar 2008 bis März 2009 in sechs Bänden beim Carlsen Verlag. Empfohlen wird der Manga in Deutschland ab 16 Jahren.